# Zahnriemen

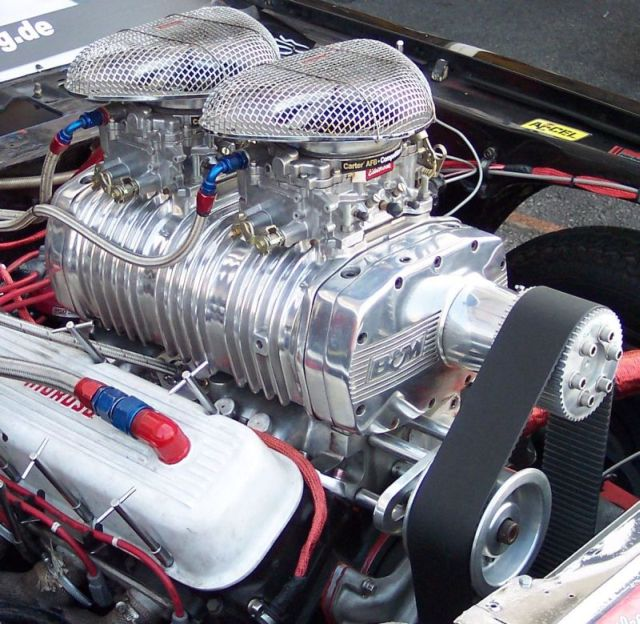
Zahnriemen in einem Dragster

Zahnriemen (in der Motortechnik auch Synchronriemen oder Steuerriemen genannt) sind Treibriemen mit Zahnung, die formschlüssig in gezahnten Riemenscheiben laufen. Zahnriemen vereinen die Eigenschaften einer Kette und eines Flachriemens.

## Aufbau und Funktionsweise

Zahnriemen mit Trapezprofil, Längsschnitt. Zugstrang schraffiert

Auf der Innenseite des Riemens sind Zähne aus einem Elastomer ausgeformt, die in ein spezielles Zahnrad eingreifen. Als Material der Zähne kommt Gummi, Chloropren-Kautschuk, Hydrierter Acrylnitrilbutadien-Kautschuk (HNBR) oder Kunststoff (Polyurethan) in Frage.
Diese Bauweise hat gegenüber Keil- oder Flachriemen, die nur mit Kraftschluss arbeiten, folgende Vorteile:
- Durch die Formschlüssigkeit der Zahnung sind hohe Kräfte bei geringerer Vorspannung übertragbar.
- Weil die Zahnung Schlupf verhindert, können Zahnriemen auch zur Steuerung – z. B. Ventilsteuerung – eingesetzt werden.

Die Kraft im Zahnriemen selbst wird durch den eingebetteten, im Vergleich zum Elastomer steifen Zugstrang übertragen, der meist aus Glas- oder Aramidfasern besteht, seltener aus Stahlseilen. Die Innenseite des Zahnriemens ist mit einem abriebfesten Gewebe beschichtet, um die Zähne vor Verschleiß zu schützen. Zahnriemen werden häufig in Motoren und anderen mechanischen Systemen verwendet, wo die Kraft präzise von einer Welle auf eine andere übertragen werden muss. Sie sind besonders häufig in Autos. Sie werden auch in einer Reihe anderer Maschinen verwendet, darunter Fahrräder, Schreibmaschinen, Nähmaschinen, Drucker und andere Arten von mechanischen Geräten.
Bei Sonderformen sind sowohl innen als auch außen auf dem Zahnriemen Zähne aufgebracht. Diese können jeweils unterschiedliche Abstände haben. Durch geeignete Umlenkungen und Zahnformen ist sehr unterschiedliches Verhalten des Getriebes möglich. Zahnriemen lassen sich mit Schnecken und Zahnstangen kombinieren.
Zahnriemen sind unter anderem genormt in:
- ISO 19347: Zahnteilungen MXL, XXL, XL, L, H, XH, XXH (trapezförmige Verzahnung in zölligen Teilungen)
- ISO 17396: Zahnteilungen T2,5, T5, T10, T20, AT3, AT5, AT10, AT20 (trapezförmige Verzahnung in metrischen Teilungen)
- ISO 13050: Zahnteilungen G8M, G14M, H3M, DH3M, H5M, DH5M, H8M, DH8M, H14M, DH14M, S8M, DS8M, S14M, DS14M, R3M, DR3M, R5M, DR5M, R8M, DR8M, R14M, DR14M, R20M (kurvenförmige Verzahnungen in metrischen Teilungen)

## Geschichte
Der Zahnriemen wurde Anfang des 20. Jahrhunderts von dem Schweden Gideon Sundback erfunden, der auch als Erfinder des Reißverschlusses bekannt ist. Er ließ seine Erfindung 1917 patentieren und sie wurde bald in einer Vielzahl von Maschinen und Geräten eingesetzt.
Bei Nähmaschinen gab es um 1960 auch Zahnriemen aus einem bandförmigen Schnurwickel mit in Abständen umfassend aufgepressten C-Klammern aus Rundstahldraht als Zähne.
Die Zähne eines Zahnriemens verlaufen quer zu seiner Umfangsrichtung, ähnlich wie Sprossen einer Leiter. Ein Rillenriemen (Keilrippenriemen) hingegen hat zum Eingriff in eine Rillenscheibe auf seiner Innenseite längs mehrere parallele Rillen. Der quer durchgeschnittene Rillenriemen hat ein zick-zack-förmiges Profil und ist eine Bauart des Keilriemens.
Etwa seit 2008 werden aufgrund von Vorteilen bei Reibung und Geräusch in Öl laufende Zahnriemen eingesetzt.

## Verwendung
Zahnriemen werden generell für zwei Zwecke eingesetzt:
- Übertragung von großen Riemenkräften, bei denen Keil- oder Flachriemen durchrutschen würden (zum Beispiel als Ersatz für Kettenantriebe)
- Stelltriebe, bei denen die Zahnung verhindert, dass sich Treibrad und getriebenes Rad zueinander verdrehen.

### Zahnriemen als Stelltriebe

#### Ventilsteuerung bei Viertaktmotoren

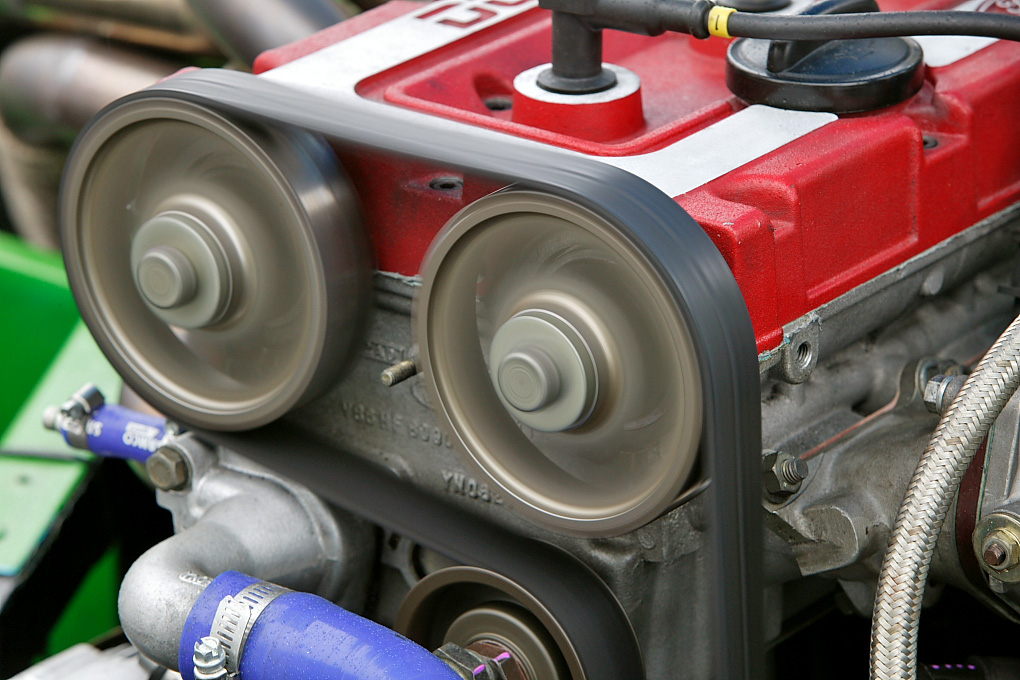
Zahnriementrieb bei laufendem Motor (Cosworth YB)

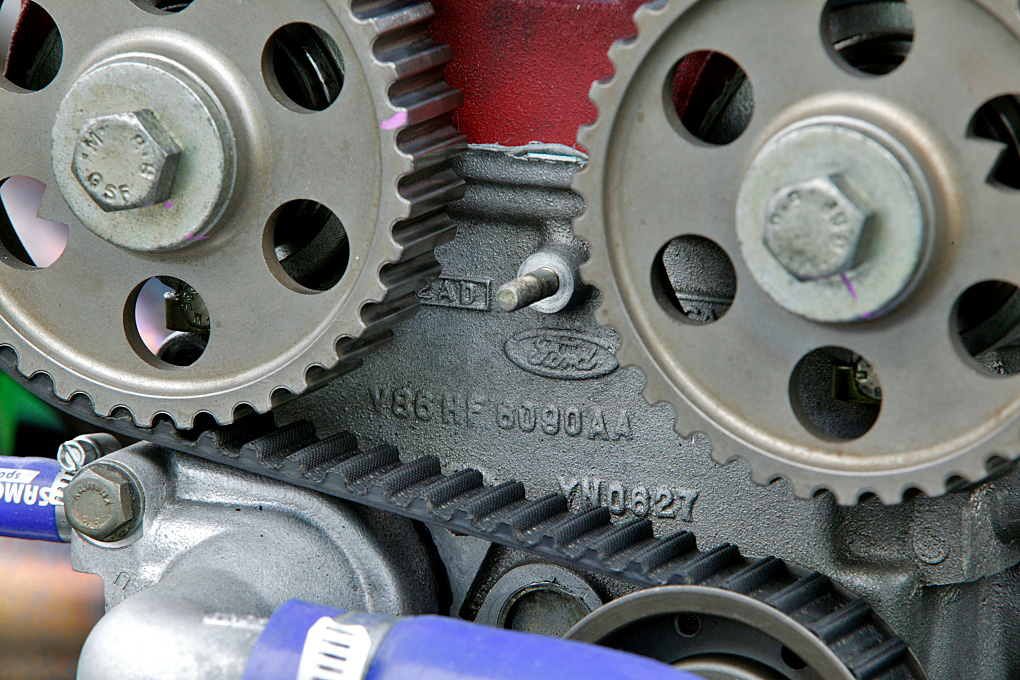
Offener Zahnriementrieb eines Motors mit zwei Nockenwellen (DOHC)

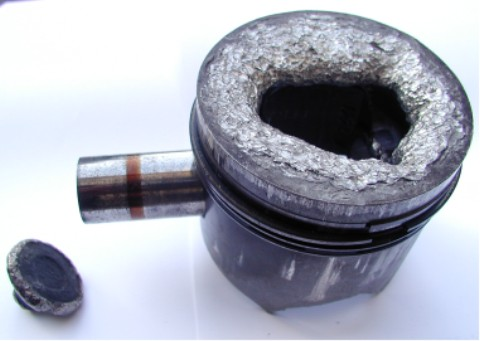
Von einem abgerissenen Ventilteller durchschlagener Kolben

Eine typische Anwendung für Polymergewebe-Zahnriemen ist der Einsatz als Alternative zur Steuerkette für den Antrieb der Nockenwelle(n) von Viertaktmotoren. Zur exakten Einhaltung der Steuerzeiten darf keine Veränderung der Winkellage von Nocken- und Kurbelwelle auftreten. Erstmals wurde ein Serienmotor mit Zahnriementrieb ab 1962 im Glas 1004 verwendet, zuvor kam das Prinzip bereits bei dem Rennwagen Devin Panhard zur Anwendung. Die eher ungewöhnliche Kombination aus Zahnriemen und OHV-Ventilsteuerung gab es erstmalig im Fiat 131.
Vorteile gegenüber Steuerketten
- Geräuscharm
- Bei geringer Belastung hohe Lebensdauer
- Geringere Masse, daher höhere Drehzahlen möglich
- Durch Anbringung außerhalb des Motors leichte Austauschbarkeit sowie Kontrolle auf Beschädigung
- Keine Schmierung nötig (selbstschmierend)
- Engere Umschlingungswinkel möglich
- Keine teuren (öldruckbelasteten) Kettenspanner erforderlich
- Kaum Längung während der Lebensdauer, dadurch präzise Steuerung
- Geringere Kosten

Nachteile gegenüber Steuerketten
- Höherer Verschleiß, da nur selbstschmierend
- Geringere Belastungsgrenze/Bruchdehnung (kann plötzlich reißen)
- Riemenspannung muss regelmäßig überprüft werden
- Kann aufgrund von Unbeständigkeit gegen Öl nur außen am Motor angebracht werden, daher größere Baulänge des Motors (zusätzlich Wellendichtungen) erforderlich, sofern es sich nicht um einen Zahnriemen (aus speziellem Elastomer) in Öl handelt, wie beispielsweise im Ford-EcoBoost-Dreizylindermotor mit 1,0 Liter Hubraum – ab 2012 unter anderem im Ford Focus eingesetzt.[5] Bei diesen ist für zuverlässige Funktion zwingend die von Ford vorgegebene Ölsorte zu verwenden.[6]
- Nicht alterungsfest[7]

Reißt der Zahnriemen, werden die Ventile zum falschen Zeitpunkt geöffnet bzw. bleiben geöffnet und können mit dem Kolbenboden kollidieren (nicht bei „Freiläufern“). Das kann zu starken Beschädigungen bis hin zum Totalschaden führen. Aus diesem Grund sind Motoren mit besonders hoch belasteten Ventiltrieben nicht mit Zahnriemen ausgestattet. Sie verwenden Steuerketten, Königswellen oder Stirnradgetriebe, deren Zuverlässigkeit erheblich höher ist. In Flugmotoren finden Ventiltriebe mit Zahnriemen keine Verwendung.

#### Werkzeug- und Maschinenbau

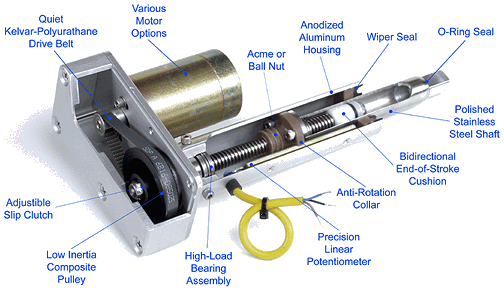
Zahnriemen in einem Elektrozylinder

Zahnriemen werden in Positionierantrieben eingesetzt, da sie aufgrund der formschlüssigen (synchronen) Kopplung reproduzierbar arbeiten. Sie können weitgehend spielfrei ausgeführt werden und liefern – wenn sie eine Stahleinlage besitzen – kaum belastungsabhängige Lageabweichung.
Typische Anwendungsfelder für Zahnriemenantriebe sind Positioniersysteme mit Servomotoren, Handlingmodule und andere Linearantriebe, die zum Beispiel bei Druckern, Verpackungsmaschinen oder in Industrierobotern eingesetzt werden.

### Zahnriemen als Treibriemen

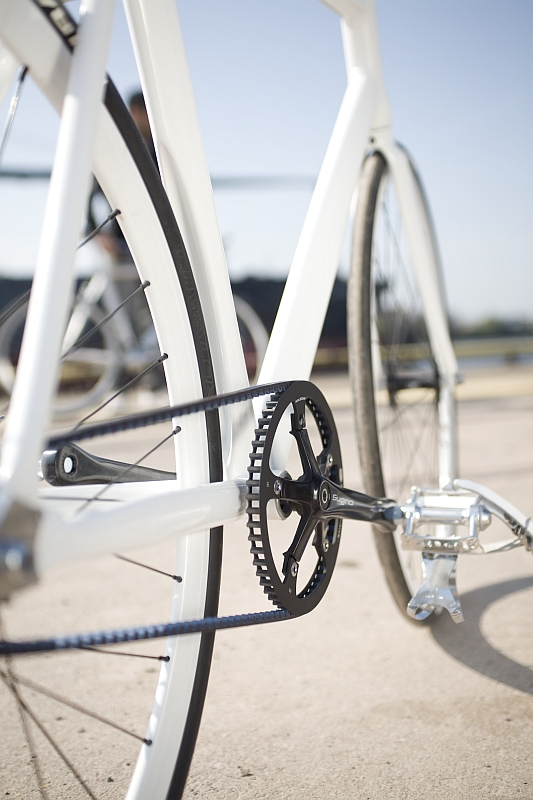
Zahnriemenfahrrad

Wenn ein Zahnriemen weniger wegen seiner präzisen Stelleigenschaften genutzt wird, sondern die Übertragung eines Drehmoments im Vordergrund steht, so spricht man von einem Einsatz als Treibriemen. Bei Motorrädern zum Beispiel dienen Zahnriemen immer öfter zum Antrieb des Hinterrades, so bei Harley-Davidson, OCC, Buell, Kawasaki sowie der BMW F-Reihe. Der Vorteil gegenüber den herkömmlichen Stahlketten besteht im Wegfall der Schmierung, was weniger Wartungsaufwand und längere Lebensdauer bedeutet. Weiterhin kann der Antrieb wegen der Elastizität des Riemens spielfrei konstruiert werden. Die breitere Bauweise und der gegenüber einer Stahlkette etwas höhere Leistungsverlust fallen bei starken Motoren kaum ins Gewicht.
Auch beim Antrieb von Fahrrädern finden Zahnriemen ihre Anwendung, führen aber trotz ihrer Vorteile (weitgehend wartungsfrei, 2–3 mal längere Haltbarkeit als bei einem Kettenantrieb unter gleichen Bedingungen, Effizienz gleich einer neuen Kette) in Europa ein Nischendasein. Zur Aufrechterhaltung der notwendigen Riemenspannung finden Riemenspanner (Kettenspannern nachempfunden) oder in das Tretlager integrierte Kettenspanner Verwendung. Üblicherweise werden Fahrrad-Zahnriemen mit Naben- oder Tretlagerschaltungen kombiniert; es sind aber auch Riemenschaltungen denkbar. Beim Radfahren wird zwar vergleichsweise wenig Dauerleistung übertragen, jedoch treten sehr hohe Anfahrkräfte auf, die einen Zahnriemen auf Dehnung belasten, proportional den Wirkungsgrad verringern und sowohl Kunststoff-Zahnscheibe als auch Riemen verschleißen lassen.

## Sonstiges
Gummi-Gleisketten, wie sie bei kleinen Baumaschinen und Modellfahrzeugen Verwendung finden, sind zwar ähnlich aufgebaut, werden aber nicht als Zahnriemen bezeichnet.